# Tahara (Aichi)
Tahara (jap. 田原市, -shi) ist eine japanische Stadt in der Präfektur Aichi.

## Geografie
Tahara erstreckt sich über knapp 30 km über einen Großteil der Atsumi-Halbinsel. Im Nordosten wird sie von der Tahara-Bucht (田原湾, Tahara-wan) begrenzt, während sich im Nordosten die Fukue-Bucht (福江湾, Fukue-wan) mit dem Fukue-Watt (福江干潟, Fukue-higata). In der Nähe der Tahara-Bucht befindet sich die unbewohnte Insel Himeshima (姫島; 34° 42′ 45″ N, 137° 14′ 58″ O).

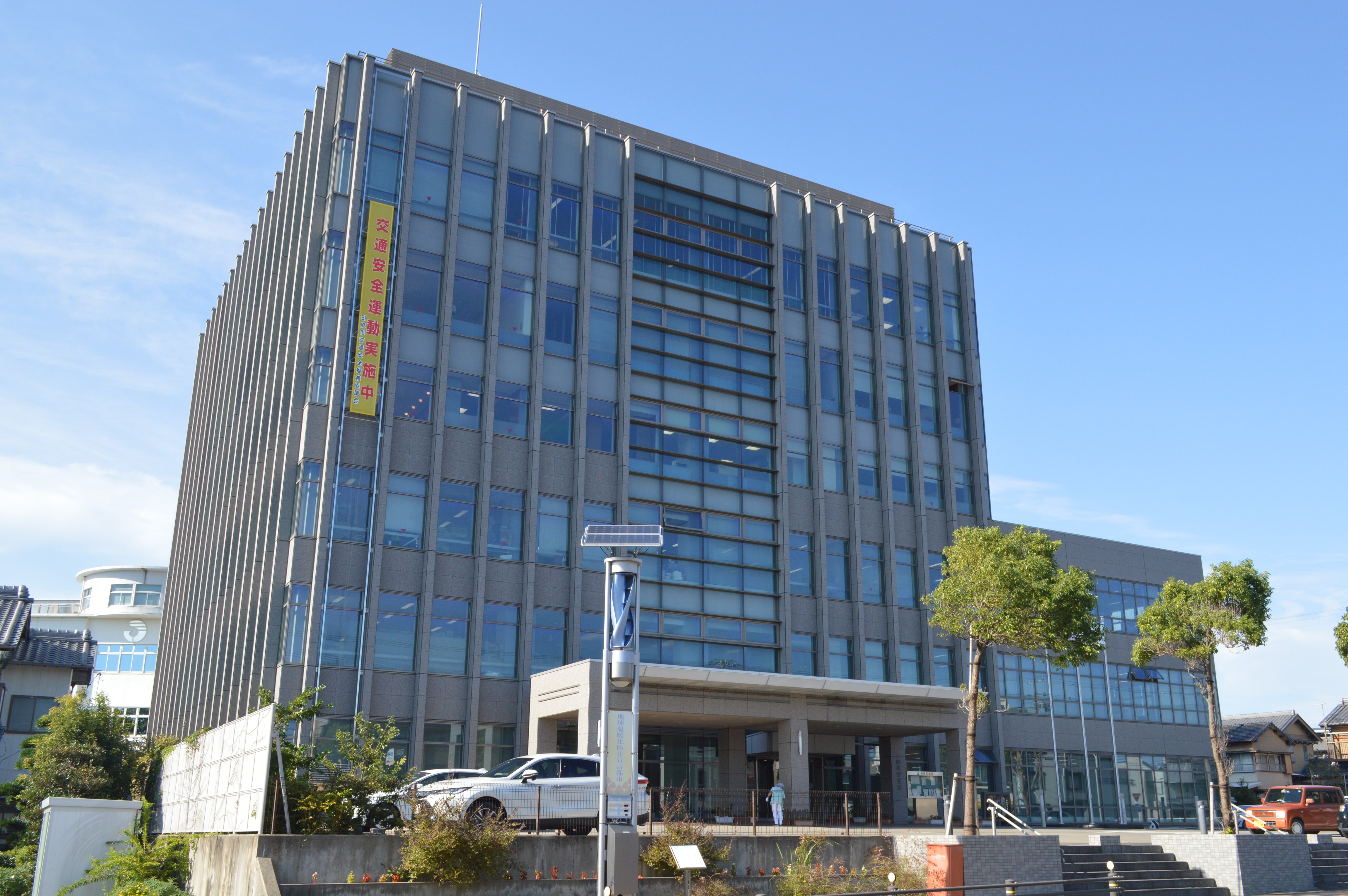
Rathaus

## Geschichte
Tahara ist eine alte Burgstadt, in der zuletzt die Miyake residierten.
Am 20. August 2003 schlossen sich die Gemeinden Tahara und Akabane (赤羽根町, -chō) des Landkreises Atsumi zur Stadt Tahara zusammen. Am 1. Oktober 2005 wurde die Gemeinde Atsumi (渥美町, -chō) in die Stadt Tahara integriert.

## Wirtschaft
Die Toyota Motor Corporation hat ein großes Automobilwerk in Tahara, in dem Autos der Marke Lexus sowie einige Modelle von Toyota produziert werden.

## Verkehr
Tahara ist über die Nationalstraßen 42 und 259 erreichbar. Der Bahnhof Mikawa-Tahara ist die Endstation der Atsumi-Linie, die von der Bahngesellschaft Toyohashi Tetsudō betrieben wird.

## Städtepartnerschaften
- Kunshan, seit 1993

## Söhne und Töchter der Stadt
- Sugiura Mimpei (1913–2001), Schriftsteller
- Noboru Ueda (* 1967), Motorradrennfahrer

## Angrenzende Städte und Gemeinden
- Toyohashi